# Thonne-le-Thil
 Thonne-le-Thil  là một xã thuộctỉnh Meuse trong vùng Grand Est đông bắc nước Pháp. Xã này nằm ở khu vực có độ cao trung bình 270 mét trên mực nước biển. Dân số theo điều tra năm 1999 của INSEE là 256 người.